# Ґері Міллер
Ґері Ді Міллер — американський науковець у сфері комп'ютерних наук, професор університету Карнегі-Меллон у Піттсбурзі (США).

## Навчання
Ґері Міллер здобув ступінь доктора філософії в Університеті Каліфорнії у Берклі в 1975 році під керівництвом Мануеля Блюма. Його дисертація називається «Гіпотеза Рімана і тести для простоти» (англ. Riemann's Hypothesis and Tests for Primality).

## Наукові інтереси
Крім обчислювальної теорії чисел і  тестів простоти, він працював у сферах обчислювальної геометрії, наукових обчислень, паралельних алгоритмів та
рандомізованих алгоритмів.
Серед його аспірантів є Сюзен Ландау, Ф. Томсон Лейтон, Шан-Хуа Тенге та Джонатан Шевчук.

## Нагороди та почесне членство
Ґері Міллер у 2002 році став членом АСМ Paris Conseil.
У 2003 році він був нагороджений премією Канеллакіса (з трьома іншими) за внесок у практичну реалізацію криптографії та демонстрацію можливостей імовірнісних алгоритмів  перевірки простоти —  Соловея — Штрассена і  Міллера — Рабіна.
Також він отримав  премію Кнута в 2013 році.